# Panoptique
Pour les articles homonymes, voir Panopticon (homonymie).

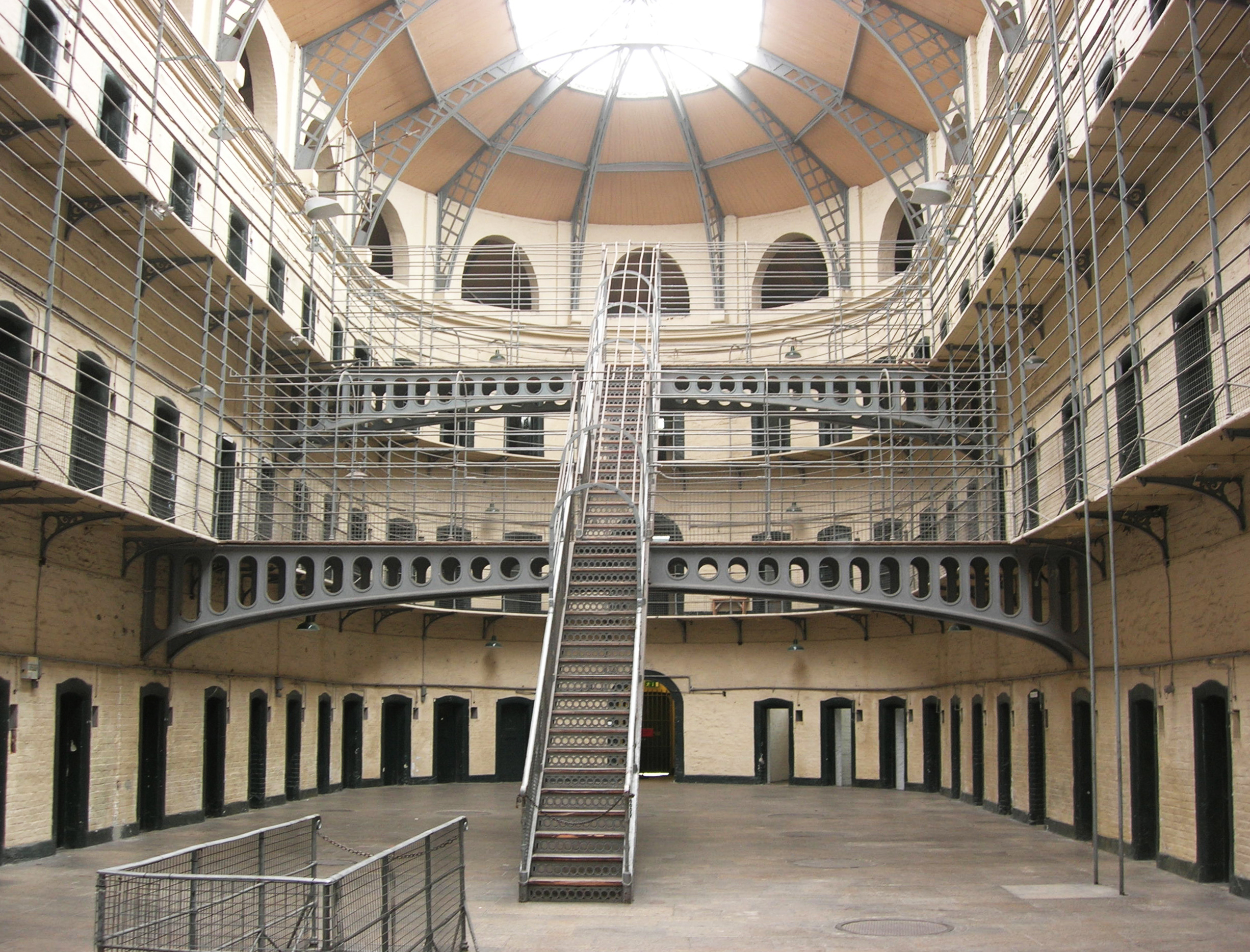
Prison de Kilmainham, Irlande. Cour intérieure victorienne.

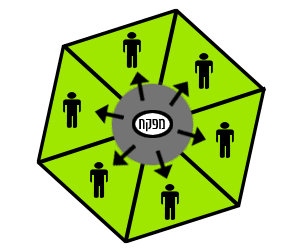
Schéma représentant le principe du panoptisme.

Le panoptique (en anglais, panopticon) est un type d'architecture carcérale imaginée par le philosophe utilitariste Jeremy Bentham et son frère Samuel à la fin du XVIIIe siècle. L'objectif de la structure panoptique est de permettre à un gardien, logé dans une tour centrale, d'observer tous les prisonniers, enfermés dans des cellules individuelles autour de la tour, sans que ceux-ci puissent savoir s'ils sont observés. Ce dispositif devait ainsi donner aux détenus le sentiment d'être surveillés constamment et ce, sans le savoir véritablement, c'est-à-dire à tout moment. Le philosophe et historien Michel Foucault, dans Surveiller et punir (1975), en fait le modèle abstrait d'une société disciplinaire, axée sur le contrôle social.

« La morale réformée, la santé préservée, l'industrie revigorée, l'instruction diffusée, les charges publiques allégées, l'économie fortifiée — le nœud gordien des lois sur les pauvres non pas tranché, mais dénoué — tout cela par une simple idée architecturale. »

— Jeremy Bentham, Le Panoptique, 1780 (l'ouvrage, de 56 pages, est traduit de l'anglais et imprimé par ordre de l'Assemblée législative en 1791)

## Prémices du panoptisme
En 1782, Jean Perroud, ingénieur des ponts et chaussées, proposa deux plans pour les nouvelles prisons royales de Saint-Brieuc, qui devaient être construites près de la porte Saint-Guillaume. L'un des deux plans était la création d'une prison circulaire, permettant au geôlier de voir toutes les cellules à tout moment. Le second plan fut choisi et servit par la suite de modèle à la prison de Guingamp.

## Panoptique selon Bentham

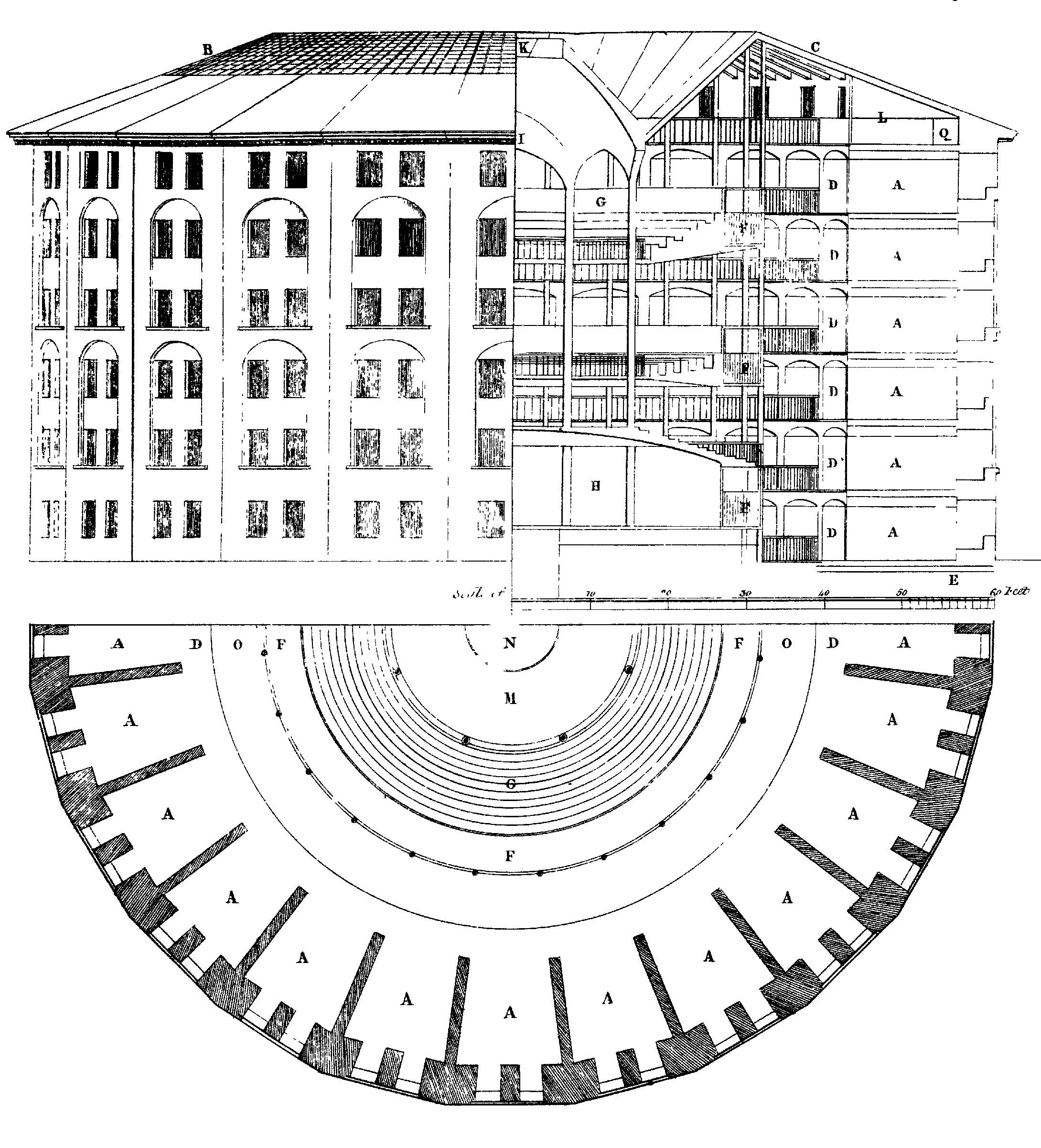
Le panoptique.

La réflexion de Bentham prend place dans le cadre d'un renouvellement des cadres de pensée concernant le droit pénal et le sens de l'enfermement, avec les œuvres de Jonas Hanway, Solitude in Imprisonment (1776), qui défend l'idée d'un isolement carcéral des individus ; et de John Howard, The State of the Prisons in England and Wales (1777), qui prône la réforme des prisons afin d'en faire des moyens d'amender le prisonnier, à Cesare Beccaria, Des délits et des peines (1764). Ce mouvement réformateur aboutit, au Royaume-Uni, au Penitentiary Act de 1779, rédigé par William Eden, William Blackstone et John Howard, mais les prisons envisagées par la loi ne furent jamais construites.
L'idée de Bentham est inspirée par des plans d'usine mis au point pour une surveillance et une coordination efficace des ouvriers. Ces plans furent imaginés par son frère Samuel, dans l'objectif de simplifier la prise en charge d'un grand nombre de travailleurs. Bentham compléta ce projet en y mêlant l'idée de hiérarchie contractuelle : par exemple, une administration ainsi régie (par contrat, s'opposant à la gestion de confiance) dont le directeur aurait un intérêt financier à faire baisser le taux d'accidents du travail. Le panoptique fut aussi créé pour être moins cher que les autres modèles carcéraux de l'époque tout en réclamant moins d'employés. « Laissez-moi construire une prison sur ce modèle », demanda Bentham au Comité pour la réforme pénale, « j'y serai gardien. Vous verrez [...] que les gardiens ne justifieront pas de salaire, et ne coûteront rien à l'État ». Les surveillants ne pouvant être vus, ils n'ont pas besoin d'être à leur poste à tout moment, ce qui permet finalement d'abandonner la surveillance aux surveillés.
Bentham lui-même souhaitait une mise en abyme de la surveillance, les surveillants eux-mêmes devant être surveillés par des surveillants venus de l'extérieur, afin de limiter la maltraitance des détenus et les abus de pouvoir : 
« Il y aura, d’ailleurs, des curieux, des voyageurs, des amis ou des parents des prisonniers, des connaissances de l’inspecteur et d’autres officiers de la prison qui, tous animés de motifs différents, viendront ajouter à la force du principe salutaire de l’inspection, et surveilleront les chefs comme les chefs surveillent tous leurs subalternes. Ce grand comité du public perfectionnera tous les établissements qui seront soumis à sa vigilance et à sa pénétration. »
Selon Bentham, la tour centrale devait se transformer en chapelle le dimanche, afin de moraliser les criminels.

## Histoire
Bentham consacra une large partie de son temps et presque toute sa fortune personnelle à la promotion de constructions de prisons panoptiques. Après de nombreuses années de refus, de difficultés politiques et financières, il parvint à obtenir l'accord du parlement britannique. Le projet avorta cependant en 1811, lorsque le Roi s'opposa à l'acquisition du terrain.
Le modèle le plus proche du panoptique, du temps de Bentham, fut le pénitencier de Pittsburgh (États-Unis), ouvert en 1826 selon les plans de l’architecte William Strickland (1788-1854), mais le projet fut abandonné sept ans plus tard. Selon Muriel Schmid :
« Dans sa réalisation concrète, le modèle panoptique ne fut pas convaincant : des coûts trop élevés et une mauvaise viabilité furent les principales raisons de son abandon. L’échec de Pittsburgh a signé la fin du Panoptique en tant que construction architecturale. En conséquence, le débat qui entoure aujourd’hui le projet pénitentiaire de Bentham porte davantage sur des enjeux d’ordre philosophique — le regard, l’observation, le contrôle, la surveillance, etc. — que sur des questions d’ordre purement pratique. Le Panoptique s’inscrit toutefois indiscutablement dans le contexte des réflexions de l’époque traitant des formes de châtiment et d’enfermement dans le processus de réhabilitation des criminels. »
Si le panoptique ne vit pas le jour du vivant de Bentham, plusieurs prisons ont néanmoins adopté ce modèle, de la prison de Kilmainham en Irlande à la Twin Towers Correctional Facility de Los Angeles en passant par la prison de la petite Roquette à Paris. La prison de Millbank, à Londres, conçue en 1812 par William Williams et construite par l'architecte Thomas Hardwick, concrétisa partiellement le projet benthamien.
Selon Neil Davie,
« l’échec du Panoptique, du moins au début, faisait partie d’un échec plus large du mouvement de réforme pénal dans son ensemble. Ce dernier échouera à maintes reprises dans sa tentative de convaincre les milieux gouvernementaux que la construction de prisons pour forçats était préférable au transport de ces derniers aux colonies pénales d’outre-mer, ou à leur incarcération dans d’anciens navires de guerre reconvertis en pénitenciers flottants (les pontons), amarrés au bord de la Tamise ou près des chantiers navals. »

## Panoptisme depuis Foucault
Michel Foucault s'y intéressa en 1975, consacrant un regain d'intérêt pour celui-ci. Il y vit une technique moderne d'observation transcendant l'école, l'usine, l'hôpital et la caserne, ou encore un « diagramme » de la « société disciplinaire ». Foucault définit le diagramme en tant que « fonctionnement abstrait de tout obstacle ou frottement... et qu'on doit détacher de tout usage spécifique », ce qui lui permet de parler d'un panoptisme.
Des variations autour du panoptisme peuvent être vues de nos jours, participant de façon moins bruyante que leur équivalent pénal, à la « société de contrôle ». Selon Gilles Deleuze :
« Quand Foucault définit le Panoptisme, tantôt il le détermine concrètement comme un agencement optique ou lumineux qui caractérise la prison, tantôt il le détermine abstraitement comme une machine qui non seulement s'applique à une matière visible en général (atelier, caserne, école, hôpital autant que prison), mais aussi traverse en général toutes les fonctions énonçables. La formule abstraite du Panoptisme n'est plus « voir sans être vu », mais « imposer une conduite quelconque à une multiplicité humaine quelconque. »

## Prisons panoptiques

### France

#### Anciennes prisons
- Prison circulaire d'Autun, Autun
- Prison de la petite Roquette à Paris, dessinée par Hippolyte Le Bas. Elle avait la particularité que ce n'était pas les portes de cellule qui étaient orientés vers le poste central de surveillances mais les fenêtres.

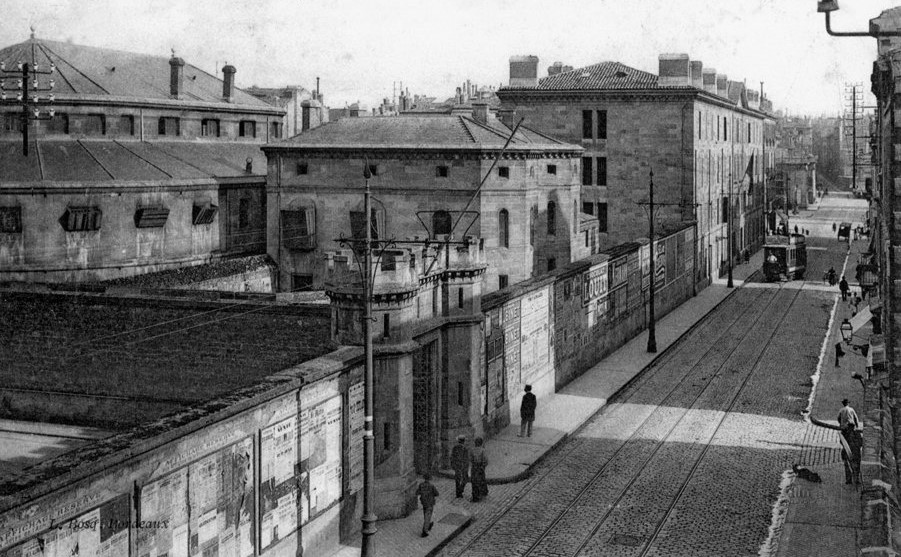
Vue d'une entrée de la Prison du Hâ à Bordeaux. A gauche de la photo, l'extérieur du quartier Femmes

- Maison d'arrêt de Blaye
- Quartier Femmes de l'ancienne maison d'arrêt de Bordeaux

#### Établissements toujours en service
- Maison d'arrêt de Niort [8]
- Bâtiment A du centre pénitentiaire de Caen, Caen
- Centre de détention de Val-de-Reuil, Val-de-Reuil

### Autres pays
- Prison de Millbank – Londres, Royaume-Uni
- Prison de Kilmainham - Dublin, Irlande
- Koepelgevangenis (Arnhem) – Arnhem, Pays-Bas. L'architecte Rem Koolhaas a attiré l'attention sur le fait que, dans cette prison panoptique, la tour centrale est désormais utilisée comme cantine par les gardes, et que les détenus passent plus de temps à l'extérieur de leurs cellules qu'à l'intérieur [9].
- Prison panoptique de Bréda (nl) - Bréda, Pays-Bas
- Koepelgevangenis (Haarlem) - Haarlem, Pays-Bas
- Prison d'État de Pelican Bay – Comté de Del Norte, Californie, États-Unis
- Centre correctionnel de Stateville – Crest Hill, Illinois, États-Unis.
- Twin Towers Correctional Facility – Los Angeles, Californie, États-Unis
- Presidio Modelo – Île de la Jeunesse, Cuba
- Chi Hoa – Saïgon, Vietnam
- Old Provost - Grahamstown, Afrique du Sud
- Maison ronde - Fremantle, Australie
- Prison de Dinant[10] - Dinant, Belgique
- La Rotonda - ancienne prison de Tempio Pausania, Sardaigne, Italie

## Panoptique chez Hans Magnus Enzensberger
En choisissant d'appeler « Panoptique » un recueil traitant de « 20 problèmes insolubles [...] en 20 démonstrations morales et récréatives », Hans Magnus Enzensberger précise employer le terme non au sens que lui donne Bentham, mais à celui de Karl Valentin. En effet, ajoute-t-il, ce « maître de la scène et du cabaret a baptisé Panoptikum le cabinet de curiosités et musée des horreurs qu'il ouvrit dans les années 1930. Auprès de curieux instruments de torture, on pouvait admirer toutes sortes d'inventions bizarres et saugrenues. »

## Présence dans les fictions

### Films et séries
- Dans la série carcérale Oz de Tom Fontana, l'aile expérimentale nommée Emerald City correspond au modèle d'une prison panoptique.
- Une partie du film Le Fantôme qui ne revient pas (Abram Room, 1929) se déroule dans un panoptique.
- Dans l'anime Psycho-Pass, l'antagoniste Makishima compare la société surveillée par le Sybil System à un Panoptique.
- Dans la série animée Star Wars: The Clone Wars, il est possible de constater le modèle de la panoptique appliquée aux prisons de la République galactique.
- Dans le film Les Gardiens de la Galaxie, les héros s'évadent en détournant le poste de contrôle situé au centre de la prison panoptique.
- Dans la série Les 100, les « grounders » sont enfermés dans une prison organisée sur le modèle de la panoptique.
- Dans la série des Green Lantern, la prison sur Oa est organisée sur le même modèle.
- Dans le podcast d'horreur britannique The Magnus Archives, l'épisode 158 s'intitule Panopticon (panoptique en anglais) et se passe dans une prison désaffecté pensée par l'architecte Robert Smirke.
- Dans le film Lego Batman, le film, Batman rend visite au Joker dans l'asile d'Arkham, correspondant au modèle de prison panoptique.

### Romans
- Les romans Nous autres de Ievgueni Zamiatine, 1984 de George Orwell, Le Meilleur des mondes d'Aldous Huxley, La Zone du Dehors d'Alain Damasio, ainsi que bon nombre d'autres dystopies, s'inspirent largement du principe de panoptique dans la régulation du comportement de la population.
- Xavier Mauméjean reprend cette idée architecturale dans le Panopticon de son roman, La Vénus anatomique.
- Michel Agier est un illustre diffuseur de l'idée de panoptique, notamment dans son classique Faire ville, aujourd'hui, demain, réflexions sur le désert, le monde et les espaces précaires.
- La trilogie Les Mondes parallèles de John Twelve Hawks (en) fait directement référence à la panoptique en décrivant une société de surveillance contrôlée par un groupe nommé la Tabula.
- Dans le roman Horrorstör (en) de Grady Hendrix, la partie d'horreur se passe dans une prison panoptique.

### En musique
- Le groupe de post-hardcore américain Isis s'est inspiré du concept du panoptique (et de sa réappropriation par Michel Foucault) pour écrire son album Panopticon.

- Le groupe de black metal américain Panopticon reprend directement le nom du concept.

### Jeux vidéo
- Dans le jeu vidéo Remember Me (Dontnod, 2013), le quatrième chapitre, intitulé « Icône panoptique » (« Panoptic Icon » en version anglaise), montre une prison-forteresse de la Bastille comportant une pièce à l'architecture panoptique. Le joueur ou la joueuse doit s'y cacher d'un projecteur rotatif au centre de la pièce, le « brain drainer » (« brain drain » en version anglaise), qui efface les souvenirs des détenu/es lorsqu'il les éclaire.
- Dans le jeu vidéo Freedom Wars (en) le monde post-apocalyptique se divise en Panoptiques, qui se font sans cesse la guerre afin de s'approprier les ressources nécessaires au fonctionnement de la société, divisée entre les civils (libres) et les prisonniers.
- Dans le jeu vidéo Panoptic, un joueur doit se fondre dans la masse pour échapper au regard de l'autre joueur, incarnant une machine colossale observant tous les mouvements depuis le centre de la structure.
- Dans le jeu vidéo Persona 5 le donjon The Prison of Regression créé par un démon jouant avec la conscience des hommes, est basé sur ce concept.
- Dans Battlefield 4, les héros doivent s'échapper d'une prison dont une partie est sur le modèle panoptique.
- Dans le jeu-vidéo Frostpunk, dans le DLC "The Last Autumn", la dernière loi du parcours dit des ingénieurs permet de construire un chantier nommé "panoptique", afin de surveiller les travailleurs sur le chantier du générateur.
- Dans Control (Remedy, 2019) il existe une section nommée « Panoptique » et qui sert de prison pour les objets altérés les plus dangereux.
- Dans le jeu Call of Duty "Warzone" (carte de Verdanks, 2020/2021), il y a une prison , la partie souterraine est une structure panoptique.
- Dans Ultrakill, le refuge de Sisyphe prend place au centre de la pièce, sur le modèle panoptique.
- Dans Silent Hill 4 : The Room, Henry Townshend et Eileen Galvin visitent à deux reprises la Prison Lacustre de Toluca qui utilise le modèle du panoptique. Celle-ci servait de lieu de châtiment pour les orphelins de la Wish House, un établissement tenu par Le Culte et situé dans une forêt à proximité de Silent Hill. Walter Sullivan y séjourna à plusieurs reprises.

### Divers
- L'Electronic Frontier Foundation (EFF) a utilisé la racine du mot pour le développement de son expérience de traçage et d'identification des personnes par le biais de leur navigateur ; l'expérience est baptisée Panopticlick.
- Les caméras de vidéosurveillance de type panoptique sont parfois appelées « caméras boule » ou « caméra dôme », en raison de leur forme hémisphérique caractéristique.
- La médaille de l'ordre du Canada, décernée annuellement par le gouverneur du pays du même nom, est curieusement évocatrice du Panoptikon. Le pouvoir politique, représenté comme central à la structure de cet objet, y est chapeauté par la Couronne d'Angleterre. Une cloison circulaire sépare ce pouvoir de six compartiments fortifiés en annexe, dissociés les uns des autres et rigoureusement identiques.